# Alvas Powell
Alvas Elvis Powell (Danvers Pen, Jamaica, 18 de julio de 1994) es un futbolista jamaicano que juega de defensa en el F. C. Cincinnati de la Major League Soccer.

## Selección nacional
Ha sido internacional con la selección de Jamaica en 58 ocasiones. También ha sido internacional con la selección sub-20 en 3 ocasiones y con la selección sub-17 en 8 ocasiones anotando 1 gol.

## Clubes
| Club                      | País           | Año       | Part. | Goles |
| ------------------------- | -------------- | --------- | ----- | ----- |
| Portmore United F. C.     | Jamaica        | 2012-2013 | 10    | 0     |
| Portland Timbers          | Estados Unidos | 2013-2014 | 17    | 0     |
| Sacramento Republic F. C. | Estados Unidos | 2014      | 3     | 0     |
| Portland Timbers          | Estados Unidos | 2014-2018 | 128   | 6     |
| F. C. Cincinnati          | Estados Unidos | 2019      | 13    | 0     |
| Inter de Miami            | Estados Unidos | 2020      | 1     | 0     |
| Al-Hilal Omdurmán         | Sudán          | 2021      |       |       |
| Philadelphia Union        | Estados Unidos | 2021      |       |       |
| F. C. Cincinnati          | Estados Unidos | 2022-     |       |       |
| Total                     | Total          | Total     | 172   | 6     |

## Palmarés

### Títulos nacionales
| Título              | Club                  | País           | Año  |
| ------------------- | --------------------- | -------------- | ---- |
| Liga Premier        | Portmore United F. C. | Jamaica        | 2012 |
| Major League Soccer | Portland Timbers      | Estados Unidos | 2015 |

### Títulos internacionales
| Título          | Club    | País    | Año  |
| --------------- | ------- | ------- | ---- |
| Copa del Caribe | Jamaica | Jamaica | 2014 |